# Hüfte (Fleisch)

Rinderhüfte

Die Hüfte (von mittelhochdeutsch huf) oder Blume (auch Huft, Kaiserstück, Mürbschoß/ Mürbbraten, Rosenspitz, Spitze, Schweifstück) ist das an der Wirbelsäule liegende Teilstück der Keule vom Rind bzw. die ans Roastbeef anschließende, an der Außenfläche des Beckenknochens
liegende und zum Kreuzbein reichende äußere Hüftmuskulatur.  Die Spitze der in die Hüfte reichenden Unterschale (proximaler Teil des M. glutaeobiceps) wird als Tafelspitz bezeichnet, der auch einen Teil des Schwanzstücks bildet.
Die Hüfte kann in folgende Teilstücke weiter zerlegt werden:
- Die dicke Hüfte stellt die keulenseitige Verlängerung des mageren Roastbeef-Strangs dar.
- Das seitlich angrenzende Teilstück wird als schmale Hüfte oder Hüftfilet bezeichnet.
- Der Hüftzapfen  (regional Hüftdeckel genannt) ist ein dünnes, auf der dicken und schmalen Hüfte liegendes keilförmiges Fleischstück.

Die zusammenhängende dicke und schmale Hüfte (ohne Zapfen) bilden die so genannte Steakhüfte, aus der unter anderem Hüftsteaks (Huftsteaks, in Österreich auch Hüferlsteaks), Rumpsteaks und Sirloin-Steaks geschnitten werden können (teilweise wird nur die dicke Hüfte für Steaks verwendet). Neben der Verwendung für Steakzuschnitte eignet sich die Hüfte im Stück zum Schmoren und  Braten.
In Österreich ist die Schnittführung etwas anders. Dort werden Hüferscherzel (etwas weiter vorne), weißes Scherzel (hinten) und Tafelspitz (Teil des Schwanzstücks) unterschieden.

## Portionsstücke
- Huftplätzli: In der Schweizer Küche kleine dünne Scheiben[2]
- Hüftsteak: Scheibe (Steak) der Hüfte mit einem Gewicht von 200 bis 300 Gramm